# Fissipedia
Fissipedia es un suborden comprendido entre la orden Carnivora.  La mayor parte de los miembros de esta orden son carnívoros, con la excepción del panda gigante y el panda rojo que son herbívoros.
A veces se le incluye el orden pinnipedia pero solo informalmente.

## Clasificación
- Orden Carnivora
  - Suborden Fissipedia
    - Familia Canidae: perros y lobos; 35 especies en 10 géneros
    - Familia Procyonidae: mapaches; 19 especies en 7 géneros
    - Familia Ursidae: osos; 8 especies en 5 géneros
    - Familia Mustelidae hurones y tejones; 55 especies en 24 géneros
    - Familia Mephitidae mofetas; 10 especies en 3 géneros
    - Familia Felidae: gatos; 37 especies en 4 géneros
    - Familia Viverridae: civetas; 35 especies en 20 géneros
    - Familia Herpestidae: mangostas; 35 especies en 17 géneros
    - Familia Hyaenidae: hienas; 4 especies in 4 géneros

  - Suborden Pinnipedia (es un orden independiente, pero unido informalmente)
    - Familia Odobenidae (morsa)
    - Familia Otariidae (focas y leones marinos)
    - Familia Phocidae (focas verdaderas)